# Cracca laevigata
Cracca laevigata là một loài thực vật có hoa trong họ Đậu. Loài này được (Welw. ex Baker) Kuntze mô tả khoa học đầu tiên năm 1891.